# Feniks (waluta)

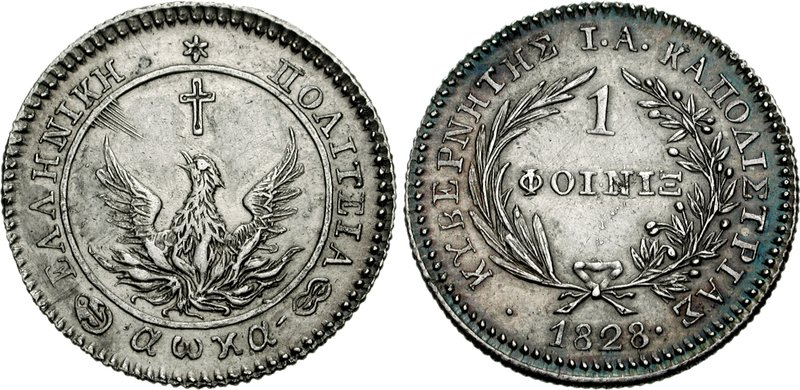

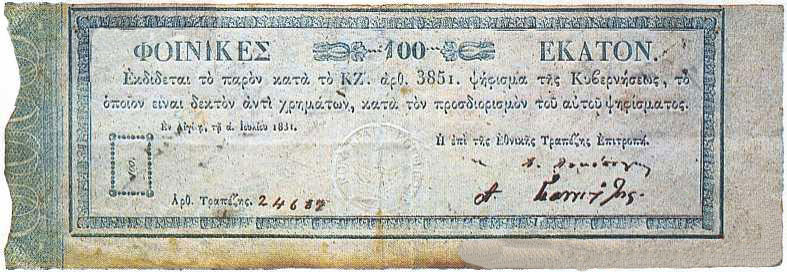
Zastępczy bilet bankowy wartości 100 feniksów (1831)

Feniks (ngr. φοίνιξ foíniks) – w XIX wieku pierwsza waluta niepodległej Grecji. 
Jednostka walutowa wprowadzona za rządów prezydenta Joanisa Kapodistriasa i będąca w obiegu w latach 1828-1832. Była republikańskim poprzednikiem drachmy i podobnie jak ona dzieliła się na 100 lept. Nazwa pochodząca od mitycznego feniksa miała symbolizować odrodzenie państwa Hellenów. Zastąpiła turecki piastr (kurusz) oraz monety innych państw kursujące na rynku płatniczym Grecji. 
Z mennicy na Eginie wypuszczano ją w postaci srebrnej monety wartości 1 feniksa. Na jej awersie przedstawiono powstającego z płomieni feniksa pod krzyżem (religijnym symbolem prawosławia), okolonego legendą ΕΛΛΗΝΙΚΗ ΠΟΛΙΤΕΙΑ. Poniżej litery αωκα oznaczały w greckim zapisie numeracyjnym datę 1821 (ogłoszenia niepodległości); znak kotwicy był symbolem wyspiarskiej mennicy. Na rewersie umieszczono w laurowo-oliwkowym wieńcu oznaczenie nominału 1 ΦΟΙΝΙΞ z dookolną inskrypcją ΚΥΒΕΡΝΗΤΗΣ Ι.Α. ΚΑΠΟΔΙΣΤΡΙΑΣ i datą emisji w zapisie łacińskim. Normatywna średnica krążka wynosiła 29 mm.
Frakcjami tej jednostki były monety miedziane wartości 1,5, 10 (później też 20) lept. Wymieniano ją według przelicznika 6 feniksów za 1 piastr. Ze względu na szybkie wyczerpanie zasobów srebrnego kruszcu wypuszczono ograniczoną liczbę monet, zastępując je potem znacznymi emisjami pieniądza papierowego (biletów bankowych), pozbawionego jednak pokrycia w kruszcu szlachetnym, co spotkało się ze zdecydowanym sprzeciwem ludności. W konsekwencji, w ramach przeprowadzonej reformy walutowej feniks w 1832 wymieniono według parytetowego kursu na drachmę. 